# Hier deux enfants
Pour les articles homonymes, voir Love.
Love
Hier deux enfants est une chanson composée par Floyd Huddleston et George Bruns pour le long métrage d'animation de 1973 Robin des Bois produit par Walt Disney Productions. La version anglaise est interprétée par Nancy Adams, femme de Floyd Huddleston par-dessus la voix de Monica Evans qui tient le rôle de Belle Marianne durant le reste du film.
L'adaptation française des paroles, datée de 1975 est de Lucien Adès, Louis Sauvat et Christian Jollet. Comme pour la version anglais, l'actrice Michèle André est remplacée au chant par Franca Chevalier.
La version norvégienne Kjærlighet a été écrite par Arild Feldborg et interprétée par Anne Lise Gjøstøl.
La chanson a été sélectionnée pour l'Oscar de la meilleure chanson originale de la 46e cérémonie des Oscars mais c'est The Way We Were du film Nos plus belles années qui a été récompensé.
La chanson a été réutilisée dans le film Fantastic Mr. Fox (2009) réalisé par Wes Anderson